# Svetozar Marović
Svetozar Marović (černohorsky: Светозар Маровић; * 31. března 1955 Kotor) je černohorský politik. V letech 2003 až 2006 byl prezidentem a premiérem Srbska a Černé Hory. V letech 1994–2001 předsedal černohorskému parlamentu a v letech 2009–2010 byl místopředsedou vlády Černé Hory. Dne 15. prosince 2015 byl zatčen na základě obvinění z korupce a dne 18. srpna 2017 byl zmrazen majetek jeho rodiny. Těsně předtím, než ho soud shledal vinným, uprchl do Srbska, kde se dosud skrývá. Černá Hora opakovaně žádala o jeho vydání.

## Život
Vystudoval práva na Univerzitě Veljka Vlahoviće v Titogradu (nyní Podgorica). Působil nejprve jako předseda Socialistického svazu mládeže v Budvě, brzy se stal předsedou Socialistického svazu mládeže Černé Hory. Vyvolal kontroverzi vystoupeními proti staré gardě strany, a také tím, že v roce 1984 vydal brožuru s názvem Stop volebním podvodům. Z Titogradu se tak musel vrátit do Budvy, kde pracoval na místní radnici. V roce 1987 připravil projekt Divadelní město Budva (Budva Grad teatar).
Jeho velký návrat znamenala protibyrokratická revoluce v lednu 1989. Při tomto puči v rámci Svazu komunistů Černé Hory se stal jedním z nejmocnějších mužů Černé Hory, s požehnáním vůdce srbských komunistů Slobodana Miloševiće, který revoluci řídil. Po prvních parlamentních volbách v roce 1990, ve kterých Svaz komunistů Černé Hory získal většinu, se stal poslancem černohorského parlamentu a od roku 1994 mu předsedal, a to po tři volební období. Pár měsíců po svém volebním vítězství se komunistická strana přejmenovala na Demokratickou stranu socialistů.
Zpočátku byl loajálním stoupencem Miloševiće, ale v roce 1997 následoval Mila Đukanoviće, který se od Miloševićova vlivu odtrhl.
V roce 2001 vydal bývalý černohorský prezident Momir Bulatović, bývalý Marovićův blízký přítel a spojenec, paměti s názvem Pravila ćutanja (Pravidla mlčení), v nichž obvinil Maroviće z přijetí úplatků za to, že v 90. letech zavíral oči před rozsáhlým pašováním ropy a tabáku. Marović na tato tvrzení nikdy přímo nereagoval, zmínil se pouze o tom, že knihu nečetl.
Jako prezident (a zároveň hlava vlády) nově vzniklého útvaru Srbsko a Černá Hora se pokoušel zlepšit vztahy s Chorvatskem a Bosnou a Hercegovinou, přičemž pronesl dvě bezprecedentní omluvy za zločiny jugoslávských válek z 90. let. Jinak byl ale ve složité pozici, neboť jeho vlastní strana vedená Đukanovićem se stále více vyjevovala jako nacionalistická a separatistická. V roce 2006 vše vyvrcholilo, když Marovićova strana uspořádala referendum o odtržení Černé Hory a nezávislost podporovala. To ho postavilo do jedinečné pozice, kdy podporoval rozpad státu, v jehož čele stál. Po referendu, v němž se Černohorci vyslovili pro samostatný stát, podal demisi.
Zapojil se do politiky i nového státu. Byl znovu zvolen místopředsedou strany a vedl jednání o podobě ústavy. V roce 2016 ho černohorská prokuratura označila za "šéfa zločinecké skupiny Budva". Před rozsudkem soudu uprchl do Srbska, kde se skrývá v psychiatrické léčebně. V srpnu 2020 poprvé promluvil s médii poté, co uprchl do Bělehradu, a obvinil Đukanoviće ze spiknutí proti němu a jeho rodině. V roce 2022 byl zařazen na sankční seznam Spojených států.